# Selección femenina de rugby 7 de Nicaragua
La selección femenina de rugby 7 de Nicaragua es el equipo femenino nacional de la modalidad de seven.

## Palmarés
- Medalla de Bronce Juegos Deportivos Centroamericanos: 2017

## Participación en copas

### Copa del Mundo
- No ha clasificado

### Serie Mundial
- No ha clasificado

### Juegos Olímpicos
- No ha clasificado

### Juegos Panamericanos
- No ha clasificado

### Juegos Deportivos Centroamericanos
- Managua 2017: 3º puesto

### Centroamericano
- Concepción de la Unión 2013: 4° puesto (último)[2]
- Ciudad del Saber 2014: 5º puesto
- San Salvador 2015: 6° puesto (último)
- Ciudad de Guatemala 2016: no participó
- San José 2017: 5° puesto (último)
- San José 2018: no participó

### Otros torneos
- Rainforest Rugby Seven´s 2014: 6° puesto